# Poveglia
Poveglia é uma ilha localizada na parte sul da lagoa veneziana, a 500 metros da costa do Lido, na Itália. Possui uma área de 7,51 hectares e 50% da composição do solo é de cinzas humanas, devido às cremações feitas durante a pandemia da peste bubônica. É considerada a ilha mais assombrada do mundo.
Atualmente a ilha é de propriedade do Gabinete de Propriedade do Estado da Itália e está abandonada, abriga ruínas de edificações diversas, como a torre de sino San Vitale, o forte octogonal e edifícios hospitalares.

## História
No ano de 421, devido a superlotação de Malamocco, moradores resolveram migrar para as ilhas próximas, e Poveglia foi uma dessas ilhas. Entre os anos de 808 e 809, devido ao conflito entre bizantinos e os francos, os habitantes de Poveglia se refugiaram para ilhas mais internas. A ilha permaneceu deserta até o ano de 864, quando servos e escravos do décimo terceiro doge da república de Veneza, Pietro Tradonico, foram enviados para morar na ilha, após seu assassinato. Cerca de 200 famílias residiram na ilha nessa época e trabalharam como remiges do Bucintoro e outras funções para o ducal. Receberam concessão de uso de terras e pagavam um concesso anualmente ao palácio. Fizeram plantações, pastagem, construíram casas e fortificações. Chegou a ter 800 casas na ilha, neste período.
Em 1379, com a Guerra de Chioggia, conflito travado entre Veneza e Génova, a ilha de Poveglia foi evacuada para se tornar um posto avançado militar. E os moradores da ilha foram transferidos para Veneza. A ilha permaneceu abandonada e foi diminuindo de tamanho, devido a uma série de calamidades naturais, como tempestades e terremotos. No ano de 1571, foi construído o octógono na ilha, a mando do Senado, para defesa do porto e canal de Malamocco.
Em 1793, a ilha foi usada como lazareto provisório para servir de quarentena a navios com destino à Veneza. No ano de 1799, um navio espanhol que parou no lazareto da ilha, estava infectado com a peste. Dos trintas tripulantes do navio, oito morreram. No ano de 1803, foi emitido um decreto dizendo que todos os navios que vinham de regiões infectadas pela febre amarela, estavam terminantemente proibidos da aportar em qualquer porto e deveriam ser direcionados para a ilha de Poveglia para fazer quarentena. Em 12 de outubro de 1814, os militares venderam a ilha para o Magistrato di Sanità, e o Governo Pontifício prescreveu que todos os navios infectados dos portos pontifícios do Adriático fossem levados para Poveglia. Entre os anos de 1831 e 1832, 702 navios infectados aportaram na ilha. A partir de 1835, a ilha passou a receber poucos navios infectados, até cessar completamente no ano de 1893.
Entre os anos de 1922 e 1968, funcionou um sanatório na ilha. Depois, funcionou um centro geriátrico até o ano de 1975.
No ano de 2014, o governo da Itália leiloou a ilha por € 513.000 para o empresário Luigi Brugnaro para uma concessão de uso por 99 anos. Somente dois licitantes mostraram interesse no leilão, Brugnaro e um grupo chamado "Poveglia per Tutti", formado por 4500 pessoas. Brugnaro se tornou prefeito de Veneza em 2015, e desistiu de fazer qualquer intervenção na ilha, para não causar conflitos de interesse.

## Ruínas
- Paiol de pólvora - construção do século XIX, com uma área de 26 metros quadrados, um pavimento e 3 metros de altura. O edifício foi construído com tijolos e telhado em formato cônico.[4]
- Hospital - a ilha mantém seis ruínas de edificações hospitalares, sendo o edifício principal localizado em frente ao octógono, no acesso à ilha. O edifício principal ocupa uma área de 1.069 metros quadrados e foi construída com 2 e 3 pavimentos.[4]
- Campanário - ocupa uma área de 25 metros quadrados e uma altura de 26 metros. Sua arquitetura original é anterior ao século XVI, mas passou por diversas alterações com o passar dos tempos.[4]
- Lavanderia - construção do início do século XX, serviu de lavanderia do hospital. Foi construído com uma área de 532 metros quadrados, um pavimento e 5,2 metros de altura.[4]
- Incinerador - construção do início do século XX, juntamente com a lavanderia. Foi construído com uma área de 30 metros quadrados, um pavimento e 3,2 metros de altura.[4]
- Pavilhão curvo - construção do início do século XX, que serviu de necrotério. Foi construído com uma área de 103 metros quadrados.[4]
- Prédio de serviços - construção do início do século XIX, que serviu de interligação entre duas edificações hospitalares. Foi construído com uma área de 79 metros quadrados e 4 metros de altura.[4]
- Torre piezométrica - construção do início do século XX, que serviu de caixa de água.[4]
- Cavana - construção do início do século XX, serviu para estacionamento e manutenção de barcos.[4]
- Galpão - construção do início do século XX, serviu para armazenar suprimentos agrícolas. Foi construído com uma área de 83 metros quadrados, um pavimento e 3 metros de altura.[4]
- Casas dos guardiões - são duas construções do início do século XX. Uma foi construída com uma área de 102 metros quadrados, e a outra com 50 metros quadrados. Ambas possuem um pavimento com 3 metros de altura.[4]
- Sala Anatômica - construção do início do século XX. Serviu como capela. Foi construído com um salão, uma abside ao fundo e um pequeno púlpito. O salão foi construído com uma área de 122 metros quadrados, a abside com 32 metros quadrados.[4]

## Lenda
Com a morte de milhares de pessoas na ilha devido às pandemias, e com a suposta prática de lobotomia feita por um médico aos pacientes do sanatório e os supostos suicídios praticados na ilha pelos pacientes e pelo médico, as pessoas começaram a relatar que a ilha era habitada por fantasmas das pessoas que morreram no local. Poveglia ganhou fama de ser a ilha mais assombrada do mundo, devido à sua história e o abandono em que se encontra suas ruínas. E ganhou mais fama após um programa de televisão americana, referente ao sobrenatural, ter visitado a ilha, em 2009, e ter relatado evidências de presenças de fantasmas.